# Stillingia diphtherina
Stillingia diphtherina är en törelväxtart som beskrevs av David James Rogers. Stillingia diphtherina ingår i släktet Stillingia och familjen törelväxter. Inga underarter finns listade i Catalogue of Life.